# Meetkundige reeks
Een meetkundige reeks in de wiskunde is een reeks waarvan elke term kan worden gevonden door de daaraan voorafgaande term te vermenigvuldigen met een factor {\displaystyle r}. De termen van de reeks vormen dus een meetkundige rij. 
De algemene vorm van de {\displaystyle n}-de partieelsom (of {\displaystyle n}-de partiële som; dat is de som van de eerste {\displaystyle n} termen van de reeks) is:
{\displaystyle \sum _{k=0}^{n-1}ar^{k}=a+ar+ar^{2}+\ldots +ar^{n-1}=a\cdot {\frac {1-r^{n}}{1-r}}}
behalve als {\displaystyle r=1} is, want dan is de som gelijk aan {\displaystyle a\cdot n}.
Bovenstaande relatie kan als volgt worden aangetoond.
De {\displaystyle n}-de partieelsom {\displaystyle s_{n}} is: 
{\displaystyle s_{n}=a+ar+ar^{2}+\ldots +ar^{n-1}}
En dus geldt ook, door beide leden met {\displaystyle r} te vermenigvuldigen:
{\displaystyle r\cdot s_{n}=ar+ar^{2}+ar^{3}+\ldots +ar^{n}}
Aftrekking van de linker- en rechterleden van de laatste twee vergelijkingen geeft:
{\displaystyle (1-r)\cdot s_{n}=a\cdot (1-r^{n})}
zodat:
{\displaystyle s_{n}=a\cdot {\frac {1-r^{n}}{1-r}}}
Als de gehele reeks wordt beschouwd, dus met oneindig veel termen en met {\displaystyle |r|<1}, dan is de reeks convergent. Gevolg:
{\displaystyle \sum _{k=0}^{\infty }ar^{k}=a+ar+ar^{2}+\ldots ={\frac {a}{1-r}}}
Immers, indien {\displaystyle |r|<1} is, dan gaat de term {\displaystyle r^{n}} in de teller van {\displaystyle n}-de partieelsom naar nul als {\displaystyle n} naar oneindig gaat.  
Als {\displaystyle |r|\geq 1} is, dan is de reeks divergent.
De formules gelden ook met complexe getallen {\displaystyle a} en {\displaystyle r}.
Zowel het bewijs van het kenmerk van d'Alembert als van het kenmerk van Cauchy is gebaseerd op de convergentie-eigenschap van meetkundige reeksen. In beide gevallen wordt de te onderzoeken reeks vergeleken met een meetkundige reeks.